# Bioarqueologia medieval

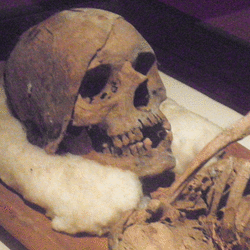
Esqueleto medieval em caixão aberto

A bioarqueologia medieval é o estudo de restos humanos recuperados de sítios arqueológicos medievais. Bioarqueologia visa compreender as populações através da análise de restos de esqueletos humanos e esta aplicação da bioarqueologia visa especificamente compreender as populações medievais.